# Афонсо I од Португалије
Афонсо I од Португалије или Алфонсо I од Португалије (порт. Afonso I Henriques; 1109, Коимбра - 6. децембар 1185, Коимбра) је био последњи гроф Португалије (1112—1139) и први краљ Португалије, као и први независни владар Португалије (1139—1185) из Бургундске династије. Због ових успеха познат је као Освајач, Оснивач или као Афонсо Велики.
Отац му је био крсташки војсковођа Енрике Бургундски, а мајка леонска принцеза Тереза од Леона. Овом женидбом је његов отац преузео Грофивију Португал која је чинила трећину целог Леона. Афонсо је након његове смрти 1112. године наследио титулу грофа. Пошто је Афонсо дошао на престо са три године његова мајка му је била регент до 1128. године. Поразио је своју мајку да би дошао до престола.
По преузимању самосталне власти почео је ратове не само са муслиманима него и са својим рођаком и сизереном краљем Кастиље. Он се ослободио сизеренства Кастиље, признавши вазалну зависност од папске столице, а то је довело до изузетног значаја цркве у политичком животу земље. У овај сукоб са краљем Кастиље се умешао и сам папа Иноћентије II и уприличио мировни уговор. Енрике је као папски вазал донео титулу краља 25. јула 1139. године. Срећни случај је четири године касније пружио могућност да снажно удари на своје муслиманске непријатеље. Бродови на којима су пловили енглески, фламански и севернонемачки крсташи, на путу се придруже Другом крсташком рату у Палестини, зауставили су се у Опорту, где их је Афонсо замолио за помоћ. Они су заузели Лисабон и предали га Афонсу пре него што су наставили својим путем.
У Португалу су огромну улогу играли духовно-ритерски редови, којима је припадао знатан део земље. У колонизовању земаља одузетих Маврима учествовало је и слободно сељаштво. Стога је у Португалу, као и у Кастиљи, поред крупних земљопоседа феудалаца, цркве и духовно-ритерских редова, где су били насељени кметови, било и доста слободних сељачких општина, особито у јужним деловима земље. Од малобројних приморских градова у Португалу највећи је значај добио Лисабон 1147. године, који је постао један од крупних у трговачких центара Европе. Лисабон лежи на поморском путу који води из Средоземног мора у Атлантски океан. Трговао је са земљама на Медитерану, са Енглеском, Француском и Низоземском. У Португалу је била развијена бродоградња.

## Младост
Афонсо је био син Терезе, ванбрачне ћерке краља Алфонса VI од Леона и Кастиље, и њеног мужа Енрија од Бургундије. Према Crónica de Portugal de 1419, будући португалски краљ рођен је у Гимараису, који је у то време био најважнији политички центар његових родитеља. Ово је прихватила већина португалских научника све док 1990. Торквато де Соуса Соарес није предложио Коимбру, центар округа Коимбра и још један политички центар Афонсових предака, за његово родно место, што је изазвало огорчење Гимараиса и полемику између овог историчара и Жозеа Ермана Сарајва. Алмеида Фернандес је касније предложио Визеу као Афонсово родно место на основу Chronica Gothorum, у којој се наводи да је Афонсо рођен 1109. године, што је положај који је следио историчар Жозе Матозо у својој биографији краља. Абел Естефанио је предложио другачији датум и тезу, предлажући 1106. као датум рођења и регион Тиера де Кампос или чак Сахагун као вероватна места рођења на основу познатих маршута Енрија и Терезе. Под сумњом је и његово место крштења: према предању, то место је назначено да се налази у цркви Сао Мигел до Кастело, у Гимараесу, међутим постоје сумње због датума освећења цркве, извршеног 1239. године. Постоје тврдње да је крштење заправо одржано у катедрали у Браги где га је крстио примас архиепископ Свети Гералд од Браге, што је политички оправдано за грофа Енрија да највиши свештенство крсти његовог наследника.
Енри и Тереза су заједно владали као гроф и грофица Португала до његове смрти 22. маја 1112. током опсаде Асторге, након чега је Тереза сама владала Португалијом. Она је себе прогласила краљицом (тврдња коју је признао папа Паскал II 1116. године), али је била заробљена и присиљена да поново потврди своје вазалство према својој полусестри, Ураци од Леона.
Није познато ко је био тутор Афонса. Касније традиције, које су вероватно започете са Жоаом Соаресом Коељом (копиле потомак Егаса Мониза по женској линији) средином 13. века и проширене каснијим хроникама као што је Crónica de Portugal de 1419, тврдиле су да је он био Егас Мониз де Рибадуро, вероватно уз помоћ усмених сећања која су тутора повезивала са кућом Рибадоуро. Ипак, савремени документи, наиме из канцеларије Афонса у његовим раним годинама као гроф Портукале, указују према Матосу да је највероватнији учитељ Афонса Енрикеса био најстарији брат Егаса Мониза, Ермижо Мониз, који је, поред тога што је био старији брат у породица Рибадоуро, постао је „дапифер“ и „мажордом“ Афонса I од 1128. до његове смрти 1135. године, што указује на његову ужу блискост принцу.

## Породично стабло
|  |                                  |  |  |  |  |  |  |  |  |  |  |  |  |  |  |  |
|  | 16. Робер II Побожни             |  |  |  |  |  |  |  |  |  |  |  |  |  |  |  |
|  |                                  |  |  |  |  |  |  |  |  |  |  |  |  |  |  |  |
|  |                                  |  |  |  |  |  |  |  |  |  |  |  |  |  |  |  |
|  | 8. Роберт I од Бургундије        |  |  |  |  |  |  |  |  |  |  |  |  |  |  |  |
|  |                                  |  |  |  |  |  |  |  |  |  |  |  |  |  |  |  |
|  |                                  |  |  |  |  |  |  |  |  |  |  |  |  |  |  |  |
|  | 17. Констанца од Арла            |  |  |  |  |  |  |  |  |  |  |  |  |  |  |  |
|  |                                  |  |  |  |  |  |  |  |  |  |  |  |  |  |  |  |
|  |                                  |  |  |  |  |  |  |  |  |  |  |  |  |  |  |  |
|  | 4. Хенри Бургундијски            |  |  |  |  |  |  |  |  |  |  |  |  |  |  |  |
|  |                                  |  |  |  |  |  |  |  |  |  |  |  |  |  |  |  |
|  |                                  |  |  |  |  |  |  |  |  |  |  |  |  |  |  |  |
|  | 18. Dalmas, Lord of Semur        |  |  |  |  |  |  |  |  |  |  |  |  |  |  |  |
|  |                                  |  |  |  |  |  |  |  |  |  |  |  |  |  |  |  |
|  |                                  |  |  |  |  |  |  |  |  |  |  |  |  |  |  |  |
|  | 9. Helie of Semur                |  |  |  |  |  |  |  |  |  |  |  |  |  |  |  |
|  |                                  |  |  |  |  |  |  |  |  |  |  |  |  |  |  |  |
|  |                                  |  |  |  |  |  |  |  |  |  |  |  |  |  |  |  |
|  | 19. Aremburge of Burgundy        |  |  |  |  |  |  |  |  |  |  |  |  |  |  |  |
|  |                                  |  |  |  |  |  |  |  |  |  |  |  |  |  |  |  |
|  |                                  |  |  |  |  |  |  |  |  |  |  |  |  |  |  |  |
|  | 2. Енрике Бургундски             |  |  |  |  |  |  |  |  |  |  |  |  |  |  |  |
|  |                                  |  |  |  |  |  |  |  |  |  |  |  |  |  |  |  |
|  |                                  |  |  |  |  |  |  |  |  |  |  |  |  |  |  |  |
|  | 1. Афонсо I од Португалије       |  |  |  |  |  |  |  |  |  |  |  |  |  |  |  |
|  |                                  |  |  |  |  |  |  |  |  |  |  |  |  |  |  |  |
|  |                                  |  |  |  |  |  |  |  |  |  |  |  |  |  |  |  |
|  | 24. Санчо Гарсес III од Памплоне |  |  |  |  |  |  |  |  |  |  |  |  |  |  |  |
|  |                                  |  |  |  |  |  |  |  |  |  |  |  |  |  |  |  |
|  |                                  |  |  |  |  |  |  |  |  |  |  |  |  |  |  |  |
|  | 12. Фернандо I од Леона          |  |  |  |  |  |  |  |  |  |  |  |  |  |  |  |
|  |                                  |  |  |  |  |  |  |  |  |  |  |  |  |  |  |  |
|  |                                  |  |  |  |  |  |  |  |  |  |  |  |  |  |  |  |
|  | 25. Muniadona of Castile         |  |  |  |  |  |  |  |  |  |  |  |  |  |  |  |
|  |                                  |  |  |  |  |  |  |  |  |  |  |  |  |  |  |  |
|  |                                  |  |  |  |  |  |  |  |  |  |  |  |  |  |  |  |
|  | 6. Алфонсо VI од Леона и Кастиље |  |  |  |  |  |  |  |  |  |  |  |  |  |  |  |
|  |                                  |  |  |  |  |  |  |  |  |  |  |  |  |  |  |  |
|  |                                  |  |  |  |  |  |  |  |  |  |  |  |  |  |  |  |
|  | 26. Алфонсо V од Леона           |  |  |  |  |  |  |  |  |  |  |  |  |  |  |  |
|  |                                  |  |  |  |  |  |  |  |  |  |  |  |  |  |  |  |
|  |                                  |  |  |  |  |  |  |  |  |  |  |  |  |  |  |  |
|  | 13. Санча од Леона               |  |  |  |  |  |  |  |  |  |  |  |  |  |  |  |
|  |                                  |  |  |  |  |  |  |  |  |  |  |  |  |  |  |  |
|  |                                  |  |  |  |  |  |  |  |  |  |  |  |  |  |  |  |
|  | 27. Elvira Mendes                |  |  |  |  |  |  |  |  |  |  |  |  |  |  |  |
|  |                                  |  |  |  |  |  |  |  |  |  |  |  |  |  |  |  |
|  |                                  |  |  |  |  |  |  |  |  |  |  |  |  |  |  |  |
|  | 3. Тереза од Леона               |  |  |  |  |  |  |  |  |  |  |  |  |  |  |  |
|  |                                  |  |  |  |  |  |  |  |  |  |  |  |  |  |  |  |
|  |                                  |  |  |  |  |  |  |  |  |  |  |  |  |  |  |  |
|  | 7. Jimena Muñoz                  |  |  |  |  |  |  |  |  |  |  |  |  |  |  |  |
|  |                                  |  |  |  |  |  |  |  |  |  |  |  |  |  |  |  |
|  |                                  |  |  |  |  |  |  |  |  |  |  |  |  |  |  |  |